# Yucca de-smetiana
Yucca de-smetiana är en sparrisväxtart som beskrevs av John Gilbert Baker. Yucca de-smetiana ingår i släktet palmliljor, och familjen sparrisväxter. Inga underarter finns listade i Catalogue of Life.